# Hôtel-Dieu du Puy-en-Velay
L'hôtel-Dieu du Puy-en-Velay est un monument situé dans la ville du Puy-en-Velay dans le département de la Haute-Loire. C'est un monument majeur du quartier cathédral qui est inscrit depuis 1998 sur la liste du patrimoine mondial de l'UNESCO, avec la cathédrale Notre-Dame, au titre des chemins de Saint-Jacques-de-Compostelle en France.

## Histoire
L'Hôtel-Dieu, bâti contre la cathédrale, fut le premier "hôpital" du Puy-en-Velay (établissement de charité destiné à l'accueil des pèlerins et des plus démunis). Il commença à fonctionner vers 1140. Le Puy étant un important centre de pèlerinage, sa destination première fut de recevoir les pèlerins qui venaient y vénérer Notre-Dame.
La médecine médiévale alors pratiquée à l'Hôtel-Dieu reposait sur les bienfaits des plantes médicinales, qu'elles soient sauvages ou cultivées dans des jardins. Les remèdes étaient à l'origine élaborés à partir de plantes traditionnelles utilisées seules, d'où l'appellation de « simples ». Les « potions » composées de plusieurs plantes sont apparues bien plus tard. Sélectionnées pour leurs propriétés thérapeutiques, les plantes fraîches bouillies, séchées ou broyées étaient administrées sous forme de tisanes, décoctions, onguents, en inhalations ou sirops.
Au XVIIIe siècle, l'établissement dispose d'un « office » de médecins et d'une apothicairerie qui se transforme rapidement en pharmacie. L'Hôtel-Dieu devient alors un véritable centre de soins. La pharmacie hospitalière de l'Hôtel-Dieu, est l'une des plus anciennes et plus grandes de France. Au XVIe siècle, on faisait appel à des apothicaires pour suivre les malades de façon régulière. Elle fut dotée d'une tisanerie au XIXe siècle composée de séchoirs à plantes destinées à être servies en tisanes.
L'Hôtel-Dieu et sa pharmacie hospitalière ont connu 10 siècles d'activités hospitalières au Puy-en-Velay.
Il a été réhabilité en 2010 par l'architecte Jean-Michel Wilmotte.

## Description

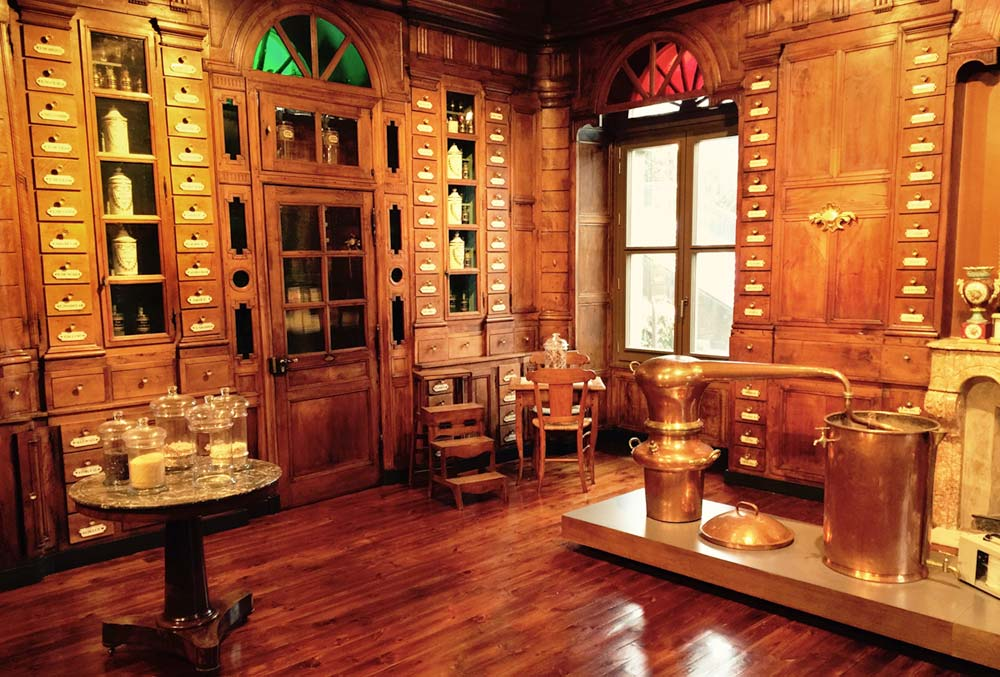
Pharmacie de l'Hôtel-Dieu.

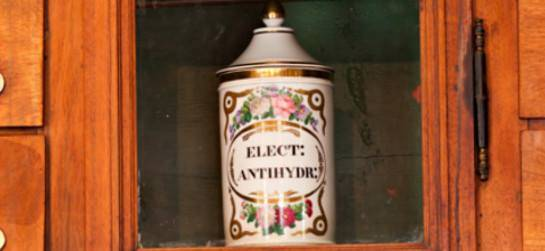
Faïences d'apothicaires.

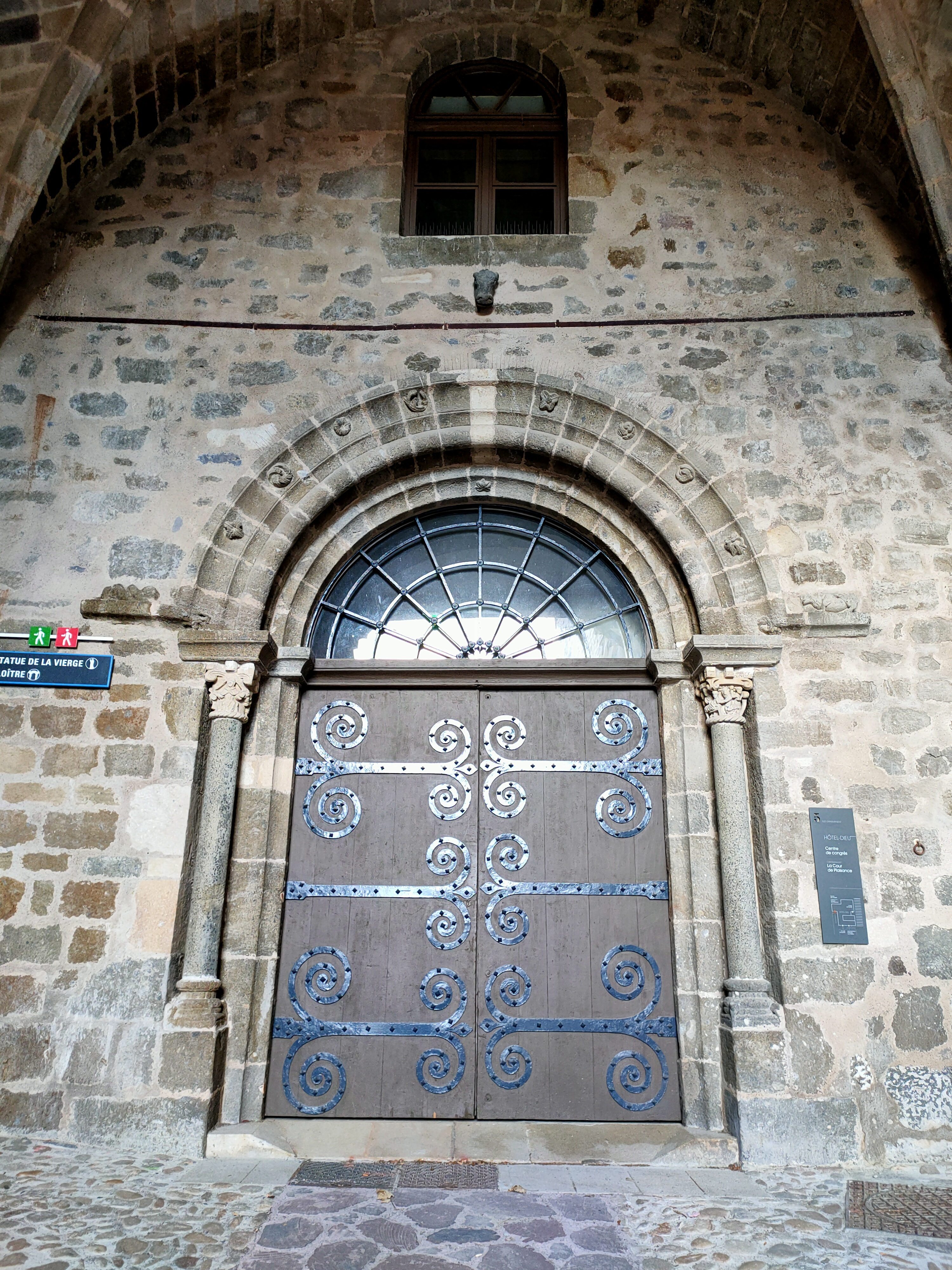
Porte dite Grasmanent, avec deux chapiteaux sculptés représentant l'hospitalité

Le porche comprenant deux portes à droite, une porte au fond donnant sur les bâtiments de l'Hôtel-Dieu et la voûte en pierre placée au-dessus sont classés au titre des monuments historiques par arrêté du 22 septembre 1914. L'Hôtel-Dieu, y compris la chapelle avec son décor de boiseries, la coupole au-dessus du vestibule ouvrant sur le porche Grasmanent, la salle Eyraud-Renier (premier étage au-dessus de la chapelle) et son décor peint, l'ancienne chapelle Saint-Esprit (utilisée comme magasins) et la sacristie, la grande salle des malades (premier étage du bâtiment des cuisines), la pharmacie et ses boiseries, la salle du Conseil (premier étage au-dessus de la pharmacie) et ses boiseries et l'ancienne salle capitulaire sont inscrits au titre des monuments historiques par arrêté du 4 mars 1991.
En 1686, Pierre Vaneau réalise la porte de l'Hôtel-Dieu.